# Еланка (Саратовская область)
Еланка — село в Балаковском районе Саратовской области России. Входит в состав Быково-Отрогского муниципального образования.

## История
Основано в первой половине XIX века, предположительно в 1836 году. В 1845 году в сельце был построен православный молитвенный дом. В 1852 году насчитывалось 80 православных мещанских семей (288 мужчин и 295 женщин) и 50 семей старообрядцев-беглопоповцев (174 мужчины и 183 женщины).
Еланка упоминается в Списке населённых мест Российской империи по сведениям за 1859 год. Согласно Списку мещанское сельцо Еланка относилось к Николаевскому уезду Самарской губернии, в Еланке имелось 166 дворов и проживало 818 человек (413 мужчины и 405 женщин). Сельцо располагалось на расстоянии 94 вёрст от уездного города. В 1885 году вместо молитвенного дома была выстроена деревянная однопрестольная церковь с колокольней, освящённая в 1888 году во имя Казанской иконы Божией Матери.
В Списке населённых мест Самарской губернии по сведениям за 1889 год Еланка значится как хутор мещан города Вольска Саратовской губернии. На хуторе имелись церковь, земская станция, две ветряные мельницы, размещался полицейский пристав. В 1891 году в Еланке на содержание общества открылась смешанная одноклассная церковно-приходская школа. Согласно переписи 1897 года на хуторе проживали 1197 человек, из них православных — 799, старообрядцев (беглопоповцы) — 395.
В 1915 году в Еланке насчитывалось 960 жителей православного исповедания (176 дворов) и больше сотни семей беглопоповцев.
В 1926 году в селе насчитывалось 307 домохозяйств и проживало 1324 человека (626 мужчин и 698 женщин). На базе дореволюционной приходской школы была создана новая начальная школа. В 1928 году в Еланке была организована рыболовная артель «Щука». Казанская церковь была закрыта и впоследствии разрушена. На фронтах Великой Отечественной война погибли 126 жителей села. В 1976 году было введено в эксплуатацию новое типовое здание школы. В поздний советский период в селе базировалась центральная усадьба колхоза «Заветы Ильича».

## География
Село находится в Заволжье, в пределах западной части Сыртовой равнины, к югу от реки Большой Иргиз, на южном берегу озера Сазанье и западном берегу озера Бильтяк, на расстоянии 25 километров от города Балаково, административного центра района. Абсолютная высота — 21 метр над уровнем моря.
Часовой пояс
Село Еланка, как и вся Саратовская область, находится в часовой зоне МСК+1. Смещение применяемого времени относительно UTC составляет +4:00.

## Население
Динамика численности населения по годам:
| Годы      | 1852 | 1859 | 1897 | 1926 | 2002 |
| --------- | ---- | ---- | ---- | ---- | ---- |
| Население | 940  | 818  | 1197 | 1324 | 524  |

| 2002 | 2010 |
| ---- | ---- |
| 524  | ↗606 |

Гендерный состав
По данным Всероссийской переписи населения 2010 года в гендерной структуре населения мужчины составляли 49,7 %, женщины — соответственно 50,3 %.
Национальный состав
Согласно результатам переписи 2002 года, в национальной структуре населения русские составляли 90 %

## Улицы
Уличная сеть села состоит из семи улиц и двух переулков.